# 二人一役
二人一役（ふたりひとやく）とは、演劇などで、1つの役に2人の俳優が配役されて交替で演じることである。3人が兼ねる場合は三人一役、4人なら四人一役となる。

## 概要
ある登場人物の異なる年齢での姿（成長する前の子供と成長した後の大人など）を別々の俳優が演じることもあれば、1人の人間の変貌した別の姿の場合もある。特撮などの変身ヒーローの変身後を別の人間が演じる場合や、顔を見せないスタントマンやスーツアクターのみ別の人間が演じる場合は狭義では含めない。
また、日本の演劇などでは、公演や役によっては上演回別に交替をしながら複数の俳優が1つの役を担当することも多い。2人や3人で担当をする俳優のことはそれぞれ「ダブルキャスト」・「トリプルキャスト」（対義的に、全上演回を通して1人で担当する俳優は「シングルキャスト」）と呼称される。なお、一人二役のことをダブルキャストと呼ぶ節もあるが、それは本来の意味からすれば誤用である。
映画やテレビドラマなどで、労働時間に大幅な制限がある子役をキャスティングする際にその制限回避方策として、双子を起用し二人一役で交替をしながら撮影を行うといったケースもある。

## トリックとしての二人一役
推理小説や推理ドラマなどにおけるトリックとして見た場合、2人が1人を装うことを二人一役と呼ぶ場合もある。この分野ではよく取り上げられるトリックの一つである。

### トリックとしての二人一役が扱われている作品
- 漫画『けっこう仮面』 - けっこう仮面の正体はその容疑者とされた6人姉妹だったが、その姉妹の中で一卵性双生児の結花（ゆか）と千草（ちぐさ）が1人の女子生徒「結花千草（ゆうか ちぐさ」を演じている。また、けっこう仮面自身が単独人物だと思われていた経緯からすれば6人1役だったことになる。
- 漫画『9番目のムサシ』 - 連載初期、ダブル主人公の1人である篠塚高（No.9）が片腕の部下イック（No.19）と2人で男子生徒「篠塚高（しのづか こう）」を演じ、もう1人の主人公である恋人・橘慎悟を警護した。
- 漫画『CIPHER』（サイファ） で、一卵性双生児の兄弟シヴァ（ジェイク・ラング）とサイファ（ロイ・ラング）が「シヴァ」を演じて周囲を騙していた。
- 漫画・アニメ『名探偵コナン』 - File「415-417 仏滅に出る悪霊（原作・第48巻）」で一卵性双生児の運転手・綿引勝史（声 - 石田彰）とその弟が二人一役を演じ、2人の人間を殺した。
- 漫画・アニメ『金田一少年の事件簿』 - ファイル9「飛騨からくり屋敷殺人事件」で真犯人と共犯者が交互に架空の人物を演じ、本来の標的を殺害した後にその架空人物と思わせることで、警察に身元不明者として処理させた。
- 漫画『ミギとダリ』(佐野菜見) - 子供のいない熟年夫婦の家に1人の少年「秘鳥（ひとり）」として迎えられた養護施設で育った一卵性双生児の兄弟ミギとダリが双児であることを隠し、ある目的から周囲を欺き続ける。